# Stadlhof (Gemeinde Fischbach)
Stadlhof ist ein Ortsteil der Gemeinde Fischbach im Bezirk Weiz in der Steiermark.
Stadlhof, Ortschaftsbestandteil von Falkenstein, liegt nordöstlich von Fischbach an Bergfuß des Teufelsteins, einem bewaldeten Bergrücken mit einem markanten Gipfelpunkt. Das kleine Dorf setzt auf Tourismus und ist in der Vorrangzonenkarte des Landes Steiermark als bevorrangte Zone für Bebauung ausgewiesen.